# VM i banecykling 2019
VM i banecykling 2019 blev arrangeret i Pruszków i Polen fra 27. februar til 3. marts 2019.

## Medaljevindere

### Mænd
| Event                  | Guld                                                                                          | Sølv                                                                                    | Bronze |
| ---------------------- | --------------------------------------------------------------------------------------------- | --------------------------------------------------------------------------------------- | --- |
| Sprint                 | Harrie Lavreysen · Holland (NED)                                                              | Jeffrey Hoogland · Holland (NED)                                                        | Mateusz Rudyk · Polen (POL)                                                                                 |
| 1 km på tid            | Quentin Lafargue · Frankrig (FRA)                                                             | Theo Bos · Holland (NED)                                                                | Michaël D'Almeida · Frankrig (FRA)                                                                          |
| Individuel forfølgelse | Filippo Ganna · Italien (ITA)                                                                 | Domenic Weinstein · Tyskland (GER)                                                      | Davide Plebani · Italien (ITA)                                                                              |
| Holdforfølgelse        | Australien · Sam Welsford · Kelland O'Brien · Leigh Howard · Alexander Porter · Cameron Scott | Storbritannien · Ethan Hayter · Ed Clancy · Kian Emadi · Charlie Tanfield · Oliver Wood | Danmark · Niklas Larsen · Lasse Norman Hansen · Rasmus Lund Pedersen · Casper von Folsach · Julius Johansen |
| Holdsprint             | Holland · Roy van den Berg · Harrie Lavreysen · Matthijs Büchli · Jeffrey Hoogland            | Frankrig · Grégory Baugé · Sébastien Vigier · Michaël D'Almeida · Quentin Lafargue      | Rusland · Denis Dmitrijev · Aleksandr Sjarapov · Pavel Jakusjevskij                                         |
| Keirin                 | Matthijs Büchli · Holland (NED)                                                               | Yudai Nitta · Japan (JPN)                                                               | Stefan Bötticher · Tyskland (GER)                                                                           |
| Scratch                | Sam Welsford · Australien (AUS)                                                               | Roy Eefting · Holland (NED)                                                             | Thomas Sexton · New Zealand (NZL)                                                                           |
| Pointløb               | Jan-Willem van Schip · Holland (NED)                                                          | Sebastián Mora · Spanien (ESP)                                                          | Mark Downey · Irland (IRL)                                                                                  |
| Madison                | Tyskland · Roger Kluge · Theo Reinhardt                                                       | Danmark · Lasse Norman Hansen · Casper von Folsach                                      | Belgien · Kenny De Ketele · Robbe Ghys                                                                      |
| Omnium                 | Campbell Stewart · New Zealand (NZL)                                                          | Benjamin Thomas · Frankrig (FRA)                                                        | Ethan Hayter · Storbritannien (GBR)                                                                         |

### Kvinder
| Event                  | Guld                                                                                            | Sølv                                                                             | Bronze                                                                                               |
| ---------------------- | ----------------------------------------------------------------------------------------------- | -------------------------------------------------------------------------------- | --- |
| Sprint                 | Lee Wai Sze · Hongkong (HKG)                                                                    | Stephanie Morton · Australien (AUS)                                              | Mathilde Gros · Frankrig (FRA)                                                                       |
| 500 meter på tid       | Darja Sjmeljova · Rusland (RUS)                                                                 | Olena Starikova · Ukraine (UKR)                                                  | Kaarle McCulloch · Australien (AUS)                                                                  |
| Individuel forfølgelse | Ashlee Ankudinoff · Australien (AUS)                                                            | Lisa Brennauer · Tyskland (GER)                                                  | Lisa Klein · Tyskland (GER)                                                                          |
| Holdforfølgelse        | Australien · Annette Edmondson · Ashlee Ankudinoff · Georgia Baker · Amy Cure · Alexandra Manly | Storbritannien · Laura Kenny · Katie Archibald · Elinor Barker · Ellie Dickinson | New Zealand · Kirstie James · Holly Edmondston · Bryony Botha · Michaela Drummond · Rushlee Buchanan |
| Holdsprint             | Australien · Kaarle McCulloch · Stephanie Morton                                                | Rusland · Darja Sjmeljova · Anastasija Vojnova                                   | Tyskland · Miriam Welte · Emma Hinze                                                                 |
| Keirin                 | Lee Wai Sze · Hongkong (HKG)                                                                    | Kaarle McCulloch · Australien (AUS)                                              | Darja Sjmeljova · Rusland (RUS)                                                                      |
| Scratch                | Elinor Barker · Storbritannien (GBR)                                                            | Kirsten Wild · Holland (NED)                                                     | Jolien D'Hoore · Belgien (BEL)                                                                       |
| Pointløb               | Alexandra Manly · Australien (AUS)                                                              | Lydia Boylan · Irland (IRL)                                                      | Kirsten Wild · Holland (NED)                                                                         |
| Madison                | Holland · Kirsten Wild · Amy Pieters                                                            | Australien · Georgia Baker · Amy Cure                                            | Danmark · Amalie Dideriksen · Julie Leth                                                             |
| Omnium                 | Kirsten Wild · Holland (NED)                                                                    | Letizia Paternoster · Italien (ITA)                                              | Jennifer Valente · USA (USA)                                                                         |

- Grå rubrikker er ikke-olympiske discipliner